# Rudgea wurdackii
Rudgea wurdackii är en måreväxtart som beskrevs av Julian Alfred Steyermark. Rudgea wurdackii ingår i släktet Rudgea och familjen måreväxter. Inga underarter finns listade i Catalogue of Life.